# Please Don't Go (canción de Mike Posner)
«Please Don't Go» —en español: «Por Favor, No Vayas»—  es una canción de la artista estadounidense Mike Posner, lanzado como el segundo sencillo de su álbum debut 31 Minutes to Takeoff (2010). Posner y Benny Blanco coescribió la canción juntos y también estuvo a cargo de la producción. J Records lanzaron el sencillo para la radio contemporánea éxito en los Estados Unidos el 9 de junio de 2010.

## Listas de canciones
Promo Digital Jive - (Sony)
1. «Please Don't Go» - 3:16

## Posicionamiento en listas
| Listas (2010–11)                            | Mejor posición |
| ------------------------------------------- | -------------- |
| Australia (ARIA)                            | 51             |
| Austria (Ö3 Austria Top 40)                 | 27             |
| Bélgica (Flandes) (Ultratip Bubbling Under) | 13             |
| Bélgica (Valonia) (Ultratip Bubbling Under) | 12             |
| Canadá (Canadian Hot 100)                   | 23             |
| Alemania (Media Control AG)                 | 40             |
| Hungría (Rádiós Top 40)                     | 40             |
| Nueva Zelanda (Recorded Music NZ)           | 19             |
| UK Singles (Official Charts Company)        | 194            |
| Estados Unidos (Billboard Hot 100)          | 16             |
| Estados Unidos (Mainstream Top 40)          | 9              |
| Estados Unidos (Adult Top 40)               | 30             |

| Listas (2011)        | Posición |
| -------------------- | -------- |
| US Billboard Hot 100 | 91       |